# Корона из ведьминого дерева
«Корона из ведьминого дерева» (англ. The Witchwood Crown) — фэнтезийный роман американского писателя Тэда Уильямса, впервые опубликованный в 2017 году. Первая часть трилогии «Последний король Светлого Арда», которая продолжает трилогию «Память, Скорбь и Тёрн». Действие книги происходит на вымышленном континенте Светлый Ард, напоминающем средневековую Европу. От «Памяти, Скорби и Тёрна» Корону отличает взгляд на события в том числе глазами норнов, отрицательных персонажей.
Рецензент «Мира фантастики» охарактеризовал «Корону из ведьминого дерева» как «великолепное начало трилогии», которое гарантирует «массу удовольствия» поклонника Уильямса и вполне может понравиться людям, не знакомым с творчеством этого писателя.
Продолжением «Короны из ведьминого дерева» стал роман «Империя травы».